# Čavlovič
Čavlovič je priimek v Sloveniji, ki ga je po podatkih Statističnega urada Republike Slovenije na dan 1. januarja 2010 uporabljalo 10 oseb in je med vsemi priimki po pogostosti uporabe uvrščen na 18.624. mesto.

## Znani nosilci priimka
- Gašper Čavlovič (*1983), smučarski skakalec